# 滇蜀玉凤花
滇蜀玉凤花（学名：Habenaria balfouriana）为兰科玉凤花属下的一个种。

## 扩展阅读
維基物種上的相關：滇蜀玉凤花